# Верона, Франсиско Хавьер
Франсиско Хавьер Верона Руис (исп. Francisco Javier  Verona Ruiz, род. 3 декабря 1966, Эль-Аюн) — испанский футболист, полузащитник.

## Биография
Франсиско Хавьер Верона родился 3 декабря 1966 года в городе Эль-Аюн в Испанской Сахаре (сейчас контроль над городом оспаривают Марокко и САДР).
Играл в футбол на позиции полузащитника. Большую часть карьеры провёл в испанском «Лас-Пальмасе». В сезоне-1987/88 играл в его составе в Примере: по итогам турнира «Лас-Пальмас» занял 20-е место и вылетел, Верона провёл 11 матчей и забил 1 мяч. В 1988—1992 годах играл с командой в Сегунде, а в 1992—1995 годах после вылета — в Сегунде B.
В 1989 году выступал в чемпионате Швеции за «Браге», провёл 6 матчей, забил 1 мяч.
Завершил игровую карьеру также в Швеции, проведя в сезоне-95 14 матчей в составе «Шёвде».
После окончания игровой карьеры работает тренером. В январе 2009 года был главным тренером шведского «Квидинга». В октябре-декабре 2016 года работал ассистентом главного тренера шведского «Ассириска Фёренинген».